# Slittino ai III Giochi olimpici giovanili invernali - Doppio maschile
Nello slittino ai III Giochi olimpici giovanili invernali di Losanna 2020 la gara del doppio maschile si è tenuta il 17 gennaio a Sankt Moritz, in Svizzera, sulla pista Olympia Bobrun St. Moritz–Celerina.
Sino alle precedente rassegna olimpica di Lillehammer 2016 la disciplina del doppio era ambosessi, ovvero le coppie potevano essere composte da due ragazzi, due ragazze o un ragazzo e una ragazza; a partire da questa edizione dei giochi venne invece istituita la separazione di genere, con l'introduzione di due distinte gare: una per le ragazze e una per i ragazzi.
Hanno preso parte alla competizione 22 atleti in rappresentanza di 11 differenti nazioni, di cui una coppia non si è presentata alla partenza. La medaglia d'oro è stata conquistata dalla coppia tedesca formata da Moritz Jäger e Valentin Steudte, davanti a quella lettone composta da Kaspars Rinks e Ardis Liepiņš, medaglia d'argento, e a quella russa costituita da Michail Karnauchov e Jurij Čirva, bronzo.

## Risultato
| Pos. | Pett. | Atleti                               | Nazione       | 1ª manche | 2ª manche | Totale   | Distacco |
| ---- | ----- | ------------------------------------ | ------------- | --------- | --------- | -------- | -------- |
|      | 2     | Moritz Jäger Valentin Steudte        | Germania      | 54"824    | 54"825    | 1'49"649 | –        |
|      | 4     | Kaspars Rinks Ardis Liepiņš          | Lettonia      | 54"971    | 54"980    | 1'49"951 | +0"302   |
|      | 5     | Michail Karnauchov Jurij Čirva       | Russia        | 55"698    | 54"627    | 1'50"325 | +0"676   |
| 4    | 1     | Kacper Imiołek Łukasz Maćkała        | Polonia       | 55"467    | 55"545    | 1'51"012 | +1"363   |
| 5    | 7     | Vratislav Varga Metod Majerčák       | Slovacchia    | 55"612    | 55"586    | 1'51"198 | +1"549   |
| 6    | 10    | Yang Shih-hsun Yeh Meng-jhe          | Taipei cinese | 55"948    | 55"911    | 1'51"589 | +2"210   |
| 7    | 9     | Milen Milanov Nedjalko Ivanov        | Bulgaria      | 56"580    | 57"185    | 1'53"765 | +4"116   |
| 8    | 3     | Samuel Day Samuel Eckert             | Stati Uniti   | 55"488    | 58"624    | 1'53"857 | +4"208   |
| 9    | 8     | Lovro Kovačič Tian Badžukov          | Slovenia      | 58"579    | 57"561    | 1'54"440 | +6"761   |
| '    | 6     | Mircea-Razvan Turea Sebastian Motzca | Romania       | DNS       | -         | -        | -        |
| '    | 11    | Vadym Mykyievyč Bohdan Babura        | Ucraina       | DSQ       | -         | -        | -        |

Data: Venerdì 17 gennaio 2020

Ora locale 1ª manche: 11:00

Ora locale 2ª manche: 11:50

Pista: Olympia Bobrun St. Moritz–Celerina

Legenda:
- Pos. = posizione
- Pett. = pettorale
- DNS = non partiti
- DSQ = squalificati
- in grassetto: miglior tempo di manche